# Archivio PTT

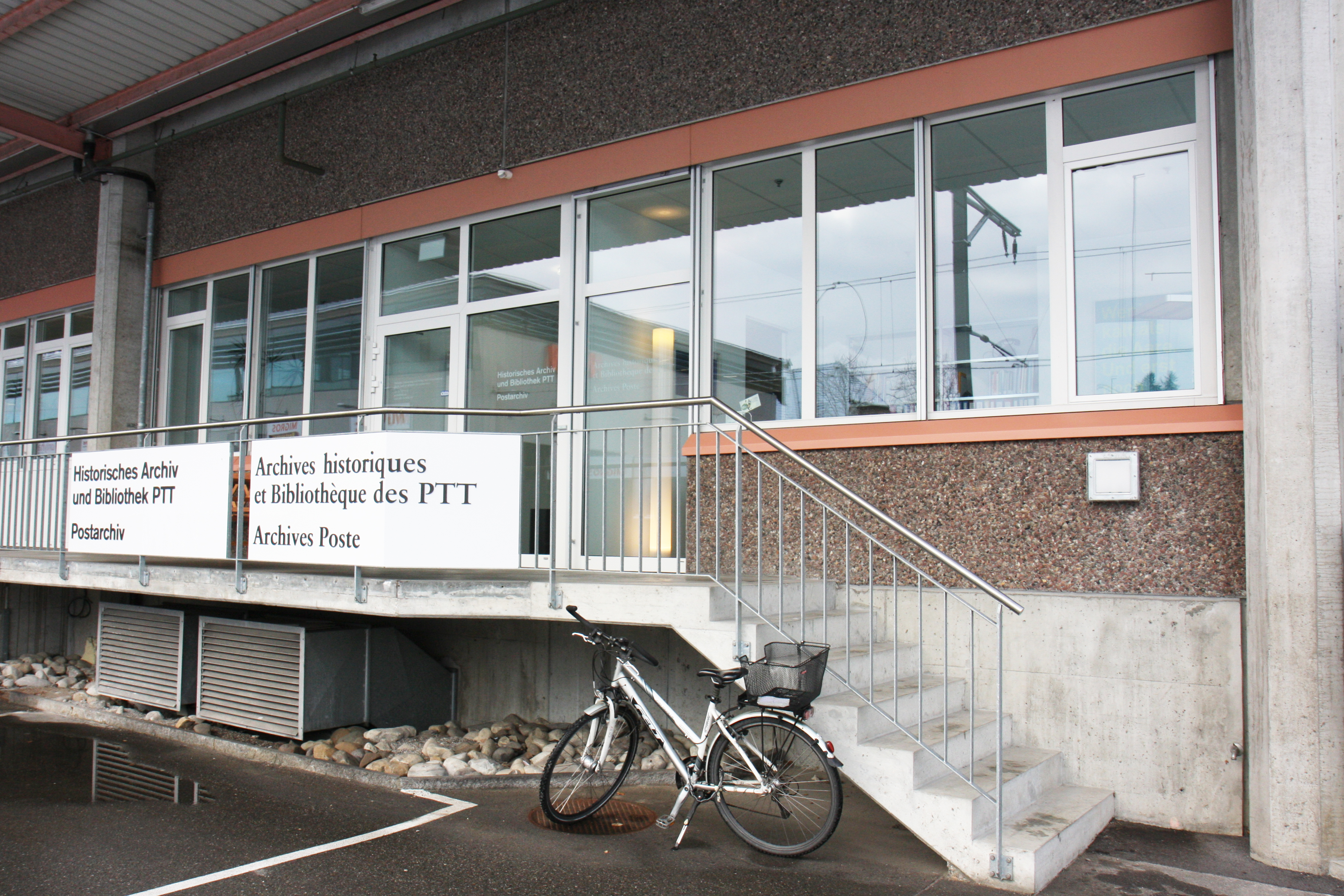
Ingresso dell'archivio

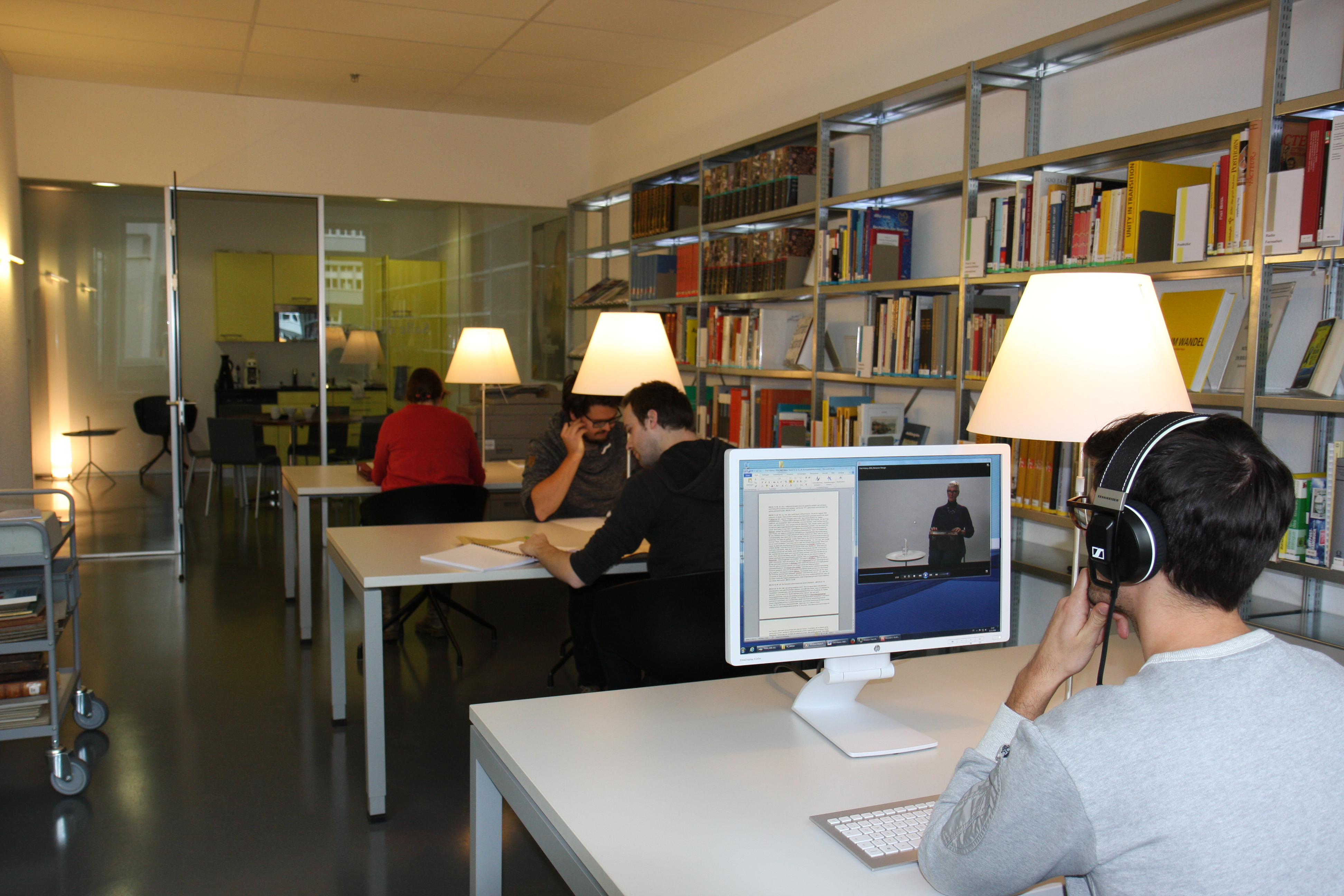
Sala di lettura

L'Archivio PTT è l'archivio storico dell'ex azienda svizzera PTT (amministrazione delle poste, dei telefoni e dei telegrafi PTT). Nel 1997 l'azienda PTT venne privatizzata e scissa nelle imprese La Posta Svizzera e Swisscom SA. 

## Profilo e fondi d'archivio
L'Archivio PTT, che ha sede a Köniz, nel Canton Berna, conserva in prevalenza documenti che datano dal 1849 al 1997. Nell'archivio si trovano tuttavia anche documenti più antichi, prodotti dai precursori cantonali dell'amministrazione federale delle poste svizzere. Con i suoi fondi, l'Archivio PTT rintraccia la storia della posta e delle telecomunicazioni, come pure la storia tecnica, regionale, sociale ed economica della Svizzera.
La biblioteca di consultazione comprende opere di riferimento, libri e periodici, come pure pubblicazioni specifiche sui temi posta e telecomunicazione.
Complessivamente l'Archivio PTT conserva 5500 metri lineari di documenti originali e 2000 metri lineari di libri e periodici.

## Organizzazione
Dal 1999 - su incarico della Posta Svizzera e di Swisscom SA - la Fondazione svizzera per la storia della posta e della telecomunicazione gestisce l'Archivio storico e la Biblioteca delle PTT. L'Archivio PTT è iscritto nell'Inventario dei beni culturali svizzeri di importanza nazionale e regionale.

## Consultazione
La legge federale sull'archiviazione obbliga La Posta Svizzera e Swisscom SA - le due imprese succedute giuridicamente alla regia federale delle PTT - a conservare i propri fondi d'archivio e a renderli accessibili al pubblico. I documenti archiviati possono dunque essere consultati previo appuntamento nella sala di lettura dell'Archivio storico e Biblioteca PTT.